# سارا سمیعی
سارا سمیعی (زاده ۲۴ فروردین ۱۳۶۰ در تهران) طراح صحنه و لباس اهل ایران است.

## زندگی‌نامه
سارا سمیعی متولد ۱۳۶۰ در تهران است. وی فارغ‌التحصیل رشته نقاشی از دانشگاه سوره است. وی فعالیت سینمایی خود را از سال ۱۳۸۴ با فیلم «به آهستگی» آغاز کرد.

## فیلمشناسی
| عنوان فیلم                     | سال  | طراح صحنه | طراح لباس |
| ------------------------------ | ---- | --------- | --------- |
|                                |      | آری       | آری       |
| به آهستگی                      |      | آری       | آری       |
| همخانه                         | ۱۳۸۶ | آری       | آری       |
| شکار روباه                     | ۱۳۸۷ | آری       | آری       |
| امشب شب مهتابه                 | ۱۳۸۷ | آری       | آری       |
| از ما بهتران                   | ۱۳۸۷ | آری       | آری       |
| گزارش یک جشن                   | ۱۳۸۹ | آری       | آری       |
| سوت پایان                      | ۱۳۸۹ | آری       | آری       |
| من همسرش هستم                  | ۱۳۹۰ | آری       | آری       |
| زندگی خصوصی آقا و خانم میم     | ۱۳۹۰ | آری       | آری       |
| زندگی مشترک آقای محمودی و بانو | ۱۳۹۱ | آری       | آری       |
| طبقه حساس                      | ۱۳۹۲ | آری       | آری       |
| بیگانه                         | ۱۳۹۲ | آری       | آری       |
| طعم شیرین خیال                 | ۱۳۹۳ | آری       |           |
| دو                             | ۱۳۹۳ |           | آری       |
| فروشنده                        | ۱۳۹۴ |           | آری       |

## جوایز و افتخارات
| سال  | رده                      | جایزه                                                             | بخاطر فیلم   | نتیجه    |
| ---- | ------------------------ | ----------------------------------------------------------------- | ------------ | -------- |
| ۱۳۸۹ | بهترین طراحی صحنه و لباس | سیمرغ بلورین جشنواره بین‌المللی فیلم فجر (بخش مسابقه سینمای ایران) | گزارش یک جشن | نامزدشده |
| ۱۳۹۵ | بهترین طراحی لباس        | تندیس هجدهمین دوره جشن بزرگ سینمای ایران                          | دو           | نامزدشده |
| ۱۳۹۶ | بهترین طراحی لباس        | تندیس نوزدهمین دوره جشن بزرگ سینمای ایران                         | فروشنده      | نامزدشده |
| ۱۳۹۶ | بهترین طراحی صحنه و لباس | سیمرغ بلورین جشنواره بین‌المللی فیلم فجر (بخش مسابقه سینمای ایران) | سوء تفاهم    | نامزدشده |
| ۱۳۹۷ | بهترین طراحی لباس        | دومین سمپوزیوم طراحی صحنه و لباس تهران                            | فروشنده      | نامزدشده |
| ۱۳۹۷ | بهترین طراحی لباس        | تندیس بیستمین دوره جشن بزرگ سینمای ایران                          | اسرافیل      | نامزدشده |
| 1401 | بهترین طراحی لباس        | سیمرغ بلورین چهل و یکمین جشنواره فیلم فجر                         | یادگار جنوب  | برنده    |